# Lobatiriccardia athertonensis
Lobatiriccardia athertonensis är en bladmossart som först beskrevs av Hewson, och fick sitt nu gällande namn av Furuki. Lobatiriccardia athertonensis ingår i släktet Lobatiriccardia och familjen Aneuraceae. Inga underarter finns listade i Catalogue of Life.